# ویلهغوغسیو
ویلهغوغسیو (به فرانسوی: Villereversure) یک کمون در فرانسه است که در ان (اوورنی-رون-آلپ) واقع شده‌است. ویلهغوغسیو ۱۷٫۴۵ کیلومتر مربع مساحت دارد ۲۸۴ متر بالاتر از سطح دریا واقع شده‌است.